# Bagan Punak
Bagan Punak is een bestuurslaag in het regentschap Rokan Hilir van de provincie Riau, Indonesië. Bagan Punak telt 5879 inwoners (volkstelling 2010).